# Open Up and Say...Ahh!
| Recensione | Giudizio |
| ---------- | -------- |
| AllMusic   |          |

Open Up and Say...Ahh! è il secondo album in studio del gruppo musicale statunitense Poison, pubblicato il 3 maggio 1988 dalla Capitol Records.

## Il disco
Il disco è stato registrato ai Conway Recording Studios di Los Angeles. Paul Stanley dei Kiss (il cui brano Rock and Roll All Nite era stato coverizzato dai Poison l'anno precedente) fu originariamente selezionato come produttore, ma dovette rinunciare per causa di impegni con la band madre. Fu dunque scelto Tom Werman, produttore esperto che aveva già lavorato con Ted Nugent, Cheap Trick, Twisted Sister e Mötley Crüe.
La copertina originale presentava una modella truccata da demone rosso con la lingua sporgente, suscitando le polemiche di gruppi religiosi e associazioni di genitori. Nelle edizioni successive la copertina è stata ritoccata con due bordi neri che coprono la maggior parte dell'immagine, lasciando visibili soltanto gli occhi e parte del viso della modella.
L'album fu il più grande successo commerciale del gruppo e raggiunse il secondo posto della Billboard 200. Furono estratti quattro singoli: Nothin' but a Good Time, Fallen Angel, Your Mama Don't Dance (cover di Loggins and Messina) e Every Rose Has Its Thorn, una ballata che divenne il loro unico brano a conquistare il primo posto in classifica. L'album ha venduto oltre otto milioni di copie nel mondo.
In occasione del 20º anniversario, l'album è stato rimasterizzato con l'aggiunta di un lato B e una intervista col gruppo.

## Tracce
Testi e musiche di Bret Michaels, C.C. DeVille, Bobby Dall e Rikki Rockett.
1. Love on the Rocks – 3:33
2. Nothin' but a Good Time – 3:43
3. Back to the Rocking Horse – 3:34
4. Good Love – 2:51
5. Tearin' Down the Walls – 3:50
6. Look but You Can't Touch – 3:25
7. Fallen Angel – 3:56
8. Every Rose Has Its Thorn – 4:17
9. Your Mama Don't Dance (cover di Loggins and Messina) – 2:59
10. Bad to Be Good – 4:03

### Tracce bonus 20º anniversario
1. Livin' for the Minute – 2:41
2. World Premiere Interview (radio interview) – 10:45

## Formazione
Gruppo
- Bret Michaels – voce, armonica a bocca, chitarra acustica
- C.C. DeVille – chitarra solista, cori
- Bobby Dall – basso, cori
- Rikki Rockett – batteria,  cori

Altri musicisti
- John Purdell – tastiere

Produzione
- Tom Werman – produzione, missaggio
- Duane Baron – ingegneria del suono, missaggio
- John Purdell – missaggio

## Classifiche
| Classifica (1988) | Posizione massima |
| ----------------- | ----------------- |
| Stati Uniti       | 2                 |